# Taylorville (Illinois)
Taylorville város az USA Illinois államában. Lakosainak száma 10 506 fő (2020. április 1.).

## Népesség
A település népességének változása:
| Lakosok száma | 11 427 | 11 246 | 10 506 |
|               | 2000   | 2010   | 2020   |